# Wilhelm Weismann
Wilhelm Weismann (* 20. September 1900 in Alfdorf/Württemberg; † 14. Mai 1980 in Leipzig) war ein deutscher Komponist und Musikwissenschaftler.

## Leben
Am 20. September wurde Weismann in Alfdorf auf der Hochebene des Welzheimer Waldes geboren. Seine Eltern betrieben einen Gemischtwarenladen. Seine Mutter, Schwester des namhaften Musikwissenschaftlers Alfred Heuß, förderte seine künstlerischen Neigungen und er erhielt ersten Klavier- und Musikunterricht. Schon früh zeigte der Kaufmannssohn sein musikalisches Interesse durch das Komponieren kleiner Chorsätze.
Nach langem Ringen um die Erlaubnis des Vaters studierte er von 1919 bis 1921 am Stuttgarter Konservatorium und dann in Leipzig von 1921 bis 1923 Komposition (bei Sigfrid Karg-Elert) und Musikwissenschaft (bei Hermann Abert und Arnold Schering). Nach dem Studium trat er 1924 eine folgenreiche Italienreise an, auf der er Sizilien, Rom, Neapel und Florenz besuchte und bei der ihn italienische Architektur und Malerei stark beeindruckten. In den Uffizien konnte er Originalkompositionen von Carlo Gesualdo di Venosa einsehen. Sie inspirierten ihn zu „Vier italienische Madrigale“, die 1925 bei den Donaueschinger Musiktagen aufgeführt wurden und ihn schlagartig bekannt machten.
Ab 1924 war er Redakteur und Korrespondent der „Zeitschrift für Musik“, deren Herausgeber sein Onkel, der Althistoriker Alfred Heuß war.
1929 wurde er Lektor beim Leipziger Musikverlag Edition Peters, wo er 1956 erstmals in der Verlagsgeschichte zum Cheflektor berufen wurde. Neben Publikationen betreute er die „Peters-Nachrichten“, gründete das „Deutsche Jahrbuch für Musikwissenschaft“ mit und erweiterte nach 1945 das Profil des Verlages um Beiträge aus der zeitgenössischen Musik. Er förderte etliche jüngere Komponistenkollegen. Durch seine Vermittlung konnte der berühmte Pianist und Pädagoge Bronislaw von Pozniak für die Neuausgabe der Klavierwerke Chopins in der Edition Peters gewonnen werden.
Von 1946 bis 1955 und von 1961 bis 1976 lehrte er an der Leipziger Musikhochschule als Dozent, 1948 wurde er zum Professor ernannt. Von 1956 bis 1963 betreute er die erste Gesamtausgabe der Madrigale Gesualdos, dessen Werk ihn zusammen mit der italienischen Vokalmusik in Aufsätzen und in der musikalischen Auseinandersetzung lebenslang beschäftigte.
1968 protestierte er in einem Telegramm an den Oberbürgermeister Leipzigs gegen die Sprengung der Universitätskirche als eines „einzigartigen Kulturdenkmals“. 1964 erhielt er den Nationalpreis der DDR III. Klasse und Anfang Mai 1980 den Vaterländischen Verdienstorden in Gold.
Wilhelm Weismann starb am 14. Mai 1980 in Leipzig.

## Werke (Auswahl)
- Vier italienische Madrigale (1925)
- Der 23. Psalm (Der Herr ist mein Hirte), Motette für Solo und Chor (1954)
- Konzert für Soli, gemischten Chor und Orgel (1957)
- Drei Madrigale nach Worten von Friedrich Hölderlin (1963)
- Die vier Jahreszeiten. Madrigale. (1970)
- Sulamith. Konzert für Solosopran, Chor und großes Orchester (1975)
- Mein Schwäbisches Liederbuch für Gesang und Klavier.
- Sechs Lieder nach altdeutschen Dichtungen für Gesang und Klavier.